# Rybka
Rybka est un programme d'échecs créé par le maître international d'échecs Vasik Rajlich. Le mot signifie « petit poisson » en tchèque.
Il s'est fait connaître dans le petit monde des échecs électroniques en diffusant gratuitement une version Bêta du programme, Rybka 1.0, en décembre 2005. Cette version au comportement très agressif et bien que comportant de nombreux bugs, notamment en finale, avait un niveau très supérieur aux autres programmes[non neutre]. Rybka a connu un début de commercialisation original : les acheteurs bénéficiaient pratiquement en direct des améliorations et des corrections de bugs au rythme des nombreuses versions éditées.
En prévision du championnat du monde d'échecs des ordinateurs (WCCC) de 2006, le comportement de Rybka a été modifié : il adopte désormais un style positionnel, accumulant les petits avantages stratégiques en milieu de partie. Comme tout logiciel d'échecs, il profite des faiblesses adverses. Ce n'est pas un programme optimisé pour la force tactique : il choisit les variantes les plus calmes et peut ne pas voir certains mats.
En janvier 2009, il occupe le premier rang du classement des programmes d'échecs commerciaux établi par la Fédération suédoise. Depuis le 10 juin 2006, Rybka est disponible avec l'utilisation d'un et de plusieurs processeurs. 
Le 29 juin 2011, Rybka est disqualifié et déchu de ses titres de 2007 à 2010, pour des raisons de plagiat des programmes Crafty et Fruit.
À la suite de la polémique, le programme Rybka sera abandonné.

## Style de jeu
Rybka semble avoir un jeu basé sur :
- l'activité (nombre de cases contrôlées à court ou moyen terme) ;
- la position (pièces disposées sur le centre de l'échiquier (ou vers l'avant ou vers le roi adverse).

Rybka ne semble pas avoir un jeu basé sur :
- la structure des pions ;
- le matériel (seule l'activité compte).

## Force de jeu
La version 1.0 bêta (en téléchargement gratuit) a été classée à 2809 points Elo, et la version 2.3.1 est estimée à 200 points Elo de plus. Les nouvelles versions peuvent tirer parti des plateformes multi-processeurs. On estime que doubler le nombre de processeurs ajoute 50 points Elo.
Rybka calcule environ 60 % plus rapidement sur un processeur 64 bits. Il a gagné le championnat du monde d'échecs des ordinateurs (WCCC) en 2007, 2008, 2009 et 2010. En 2009, il est champion du monde de blitz des ordinateurs d'échecs.
Rybka 3 a un classement de plus de 3200 Elo au classement établi par la SSDF sur processeurs 64 bits Intel Core 2 Quad 6600 à 2,4 GHz. En 2010, Rybka tournant sur un cluster de 40 cores (créé par Lukas Cimiotti) parvient à analyser 1 662 kn/s. Fin 2010, la dernière version de Rybka 4 utilise un cluster de 200 cores (18 000 kn/s). Et sur 300 cores (35000 kn/s).

## Exemples de parties
La partie suivante a été jouée en 2006 entre le programme Chessmaster (The King) avec les Blancs, et Rybka avec les Noirs :[réf. souhaitée]
1. c4 Cf6 2. Cc3 e5 3. Cf3 Cc6 4. g3 Fc5 5. Fg2 d6 6. O-O O-O 7. d3 h6 8. a3 a6 9. b4 Fa7 10. e3 Fe6 11. Fb2 Dd7 12. Dc2 Fh3 13. Fxh3 Dxh3 14. Cd5 Cg4 15. Cxc7 f5 16. Cd5 Tf7 17. b5 Ce7 18. b6 Cxd5 19. bxa7 Cc7 20. Tfd1 Ce6 21. Td2 f4 22. exf4 Cg5 23. Dd1 exf4 24. Fd4 fxg3 25. fxg3 Cxf3+ 26. Dxf3 Txf3 27. Tg2 Taf8 28. Rh1 Txg3 29. Tag1 Dh4 30. a8D Txa8 31. Te2 Txd3 0-1
Voici la partie considérée comme l'« Immortelle » de Rybka par ses fans :
Shredder 10 - Rybka 2.1
WBEC 13 Premier Division, 2006 :

1. e4 e5 2. Fc4 Cf6 3. d3 Cc6 4. Cf3 Fc5 5. O-O d6 6. c3 O-O 7. Cbd2 a6 8. Te1 Fa7 9. Fb3 Cg4! 10. Te2 Rh8 11. h3 Ch6 12. g4? Cxg4! 13. hxg4 Fxg4 14. Ch2 Dh4! 15. Cxg4 Dxg4+ 16. Rf1 f5 17. Tb1 Tad8 18. Dc2 f4! 19. Re1 f3 20. Cxf3 Txf3 21. Fe3 Tdf8 22. Rd2 Txe3! 23. fxe3 Fxe3+! 24. Txe3 Cd4! 25. cxd4 Tf2+ 26. Rc3 exd4+ 27. Rxd4 Dg5!! 28. e5 Txc2 29. Fxc2 c5+ 30. Rd5 Dxe3 31. Rxd6 Dd4+ 32. Rc7 Dxe5+ 33. Rxb7 g5 34. Fb3 g4 35. Rxa6 g3 36. Rb5 g2 37. Rc6 Dd4 38. Fd5 g1=D 39. Txg1 Dxg1 40. a4 h5 41. Fe4 0-1

## Controverses

### La controverse sur le code source de Fruit et de Crafty
Rybka a été accusé d'être un clone de Fruit créé par Fabien Letouzey, ce que Vasik Rajlich a nié catégoriquement, arguant que le code source de Rybka était une création originale. De nouvelles allégations de violation de la licence GPL ont été avancées par le développeur de programmes d'échecs Zach Wegner à partir de nouvelles tentatives de décompilation assorties d'un an d'étude sur l'exécutable de Rybka 1.0. Vasik Rajlich a refusé de répondre à ces accusations. L'auteur de Fruit, Fabien Letouzey a, depuis, mis fin à cinq années de silence en publiant une lettre ouverte en janvier 2011, demandant des renseignements supplémentaires sur Rybka et les violations de la licence GPL.

### La controverse Strelka
En mai 2007 est publié Strelka, un nouveau moteur d'échecs revendiqué par Yuri Osipov. Suivent bientôt des allégations selon lesquelles Strelka serait un clone de Rybka 1.0 bêta, créé à partir d'une décompilation de Rybka puis légèrement modifié (le code source de Rybka n'ayant jamais été publié). Plusieurs joueurs ont remarqué que Strelka fournissait des analyses identiques à Rybka dans un large choix de situations différentes et avait les mêmes bugs et les mêmes faiblesses. Cependant, Osipov a déclaré à plusieurs reprises dans les forums de discussion que Strelka était un programme dérivé de Fruit, non de Rybka. Les similitudes seraient dues au fait que Rybka est un clone de Fruit ou parce qu'il a configuré la fonction d'évaluation de Strelka pour qu'elle se rapproche le plus possible de celle de Rybka,.
Le code source de Strelka 2.0 bêta a été publié avec le programme. Vasik Rajlich déclara que c'est une preuve flagrante que Strelka 2.0 bêta est un clone de Rybka 1.0 bêta, mais avec quelques améliorations. Sur cette base, il a revendiqué la propriété du code source et projeta de le commercialiser sous son propre nom, bien qu'il ait décidé plus tard de se rétracter. Il a aussi lancé des allégations selon lesquelles « Yuri Osipov » serait un pseudonyme.
Dans une interview publiée sur le site d'Arena, Victor Zakharov (de Convekta) a déclaré : « Je suis convaincu que Yuri Osipov (Ivanovich) est son vrai nom. Il ne l'a pas dissimulé. Cependant je ne puis le garantir à 100 %. » Il était aussi entré en contact avec lui en vue de développer l'interface du programme pour téléphone portable.
Toutefois l'auteur de Fruit, Fabien Letouzey, a clairement exprimé dans la lettre ouverte susmentionnée, que Strelka 2.0 bêta est un programme dérivé de Fruit, avec des modifications mineures par rapport à l'original, faisant remarquer que Strelka 2.0 bêta  pouvait être un clone de Rybka 1.0 bêta ou Fruit, mais pas des deux en même temps.

### La controverse IPPOLIT
IPPOLIT (en), RobboLito, Igorrit, IvanHoe, FireBird and Fire font partie d'une série de très forts programmes d'échecs open source, initialement développés par une équipe de programmeurs anonymes qui se sont eux-mêmes nommés les « décembristes », en référence à l'Insurrection décabriste,.
Le moteur d'échecs IPPOLIT a été publié en mai 2009 en même temps que son code source, mais en vertu de la politique de nombreux forums échiquéens consistant à ne publier aucun document au statut légal douteux (par exemple voir la charte du forum Talkchess), il demeura relativement confidentiel jusqu'en octobre 2009. Vasik Rajlich a déclaré qu'IPPOLIT était une version décompilée de Rybka et que les personnes impliquées le tenaient informé de leurs progrès par mail. À ce jour, il n'y a que des preuves indirectes pour étayer ces affirmations. Aucune poursuite n'a été déposée contre un des programmes de la série IPPOLIT[réf. nécessaire]. Les affirmations de Vasik Rajlich se fondent seulement sur le fait que le code source d'IPPOLIT ressemble plus ou moins aux données sorties d'un décompilateur. Le style de jeu d'IPPOLIT et de ses dérivés est proche de celui de Rybka 3. Enfin, des doutes ont été exprimés sur le fait qu'un programme d'échecs aussi fort qu'IPPOLIT puisse apparaître par génération spontanée.